# Meall na Teanga
Meall na Teanga är ett berg i Storbritannien.   Det ligger i kommunen Highland och riksdelen Skottland, i den nordvästra delen av landet, 700 km nordväst om huvudstaden London. Toppen på Meall na Teanga är 918 meter över havet, eller 429 meter över den omgivande terrängen. Bredden vid basen är 5,5 km. Meall na Teanga ligger vid sjön Loch Lochy.
Terrängen runt Meall na Teanga är huvudsakligen kuperad.Runt Meall na Teanga är det mycket glesbefolkat, med 2 invånare per kvadratkilometer. Närmaste större samhälle är Spean Bridge, 10,8 km söder om Meall na Teanga. I omgivningarna runt Meall na Teanga växer i huvudsak blandskog.